# Мельников Борис Борисович
Борис Борисович Мельников (рос. Борис Борисович Мельников, нар. 16 травня 1938, Санкт-Петербург, СРСР — 5 лютого 2022) — радянський фехтувальник на шаблях, олімпійський чемпіон 1964 року, дворазовий чемпіон світу.

## Виступи на Олімпіадах
| Олімпіада  | Дисципліна     | Місце |
| ---------- | -------------- | ----- |
| Токіо 1964 | командна шабля | 1     |